# Hongyu chowi
Hongyu chowi è un pesce osseo estinto, appartenente ai tetrapodomorfi. Visse nel Devoniano superiore (circa 370 milioni di anni fa) e i suoi resti fossili sono stati ritrovati in Cina.

## Descrizione
Questo pesce era di grosse dimensioni, e poteva rwggiungere e oltrepassare il metro e mezzo di lunghezza. È noto per un fossile comprendente gran parte del cranio, il cinto pettorale e le vertebre. Dal raffronto con animali simili noti per fossili più completi, si ritiene che Hongyu fosse un grosso predone dotato di un muso corto e dai denti aguzzi.
L'anatomia di Hongyu è piuttosto insolita, e presenta un mosaico di caratteristiche derivate e altre che sono ritenute primitive. Questo animale, ad esempio, era dotato di un cinto pettorale robusto, una testa ampia e appiattita (con un contatto tra ossa sopratemporali ed extratemporali); queste caratteristiche si riscontrano anche nei rizodonti, un gruppo di pesci sarcotterigi vicini alla base dei tetrapodomorfi. Per contro, altre caratteristiche (come uno iomandibolare troncato, grandi scapolarcoracoidi a forma di piastra e un cleitro sprovvisto di lamina ventrale) sono riscontrabili nei primi tetrapodi e nei tetrapodomorfi simili a tetrapodi, come Tiktaalik. Sembra inoltre possibile che Hongyu fosse sprovvisto di un opercolo ossificato, altra caratteristica condivisa con i tetrapodi.

## Classificazione
Hongyu chowi venne descritto per la prima volta nel 2017 sulla base di un fossile incompleto ritrovato nella formazione Zhongning (Ningxia, Cina settentrionale). Le affinità di questo animale sono difficili da stabilire, a causa delle caratteristiche miste della sua morfologia. È possibile che Hongyu fosse un tetrapodomorfo basale aberrante, che sviluppò indipendentemente alcune caratteristiche convergenti con i tetrapodomorfi evoluti, oppure che fosse un rizodonte atipico; secondo quest'ultima ipotesi, i rizodonti non sarebbero così lontani dall'origine dei veri tetrapodi (come invece precedentemente ritenuto). 

## Paleobiologia
Hongyu era senza dubbio un carnivoro vorace; la sua morfologia indica che questo animale si era specializzato nel ruolo ecologico di predatore di agguato che viveva nei pressi del fondale marino. È probabile che le sue prede fossero piccoli pesci corazzati antiarchi, come Ningxialepis, i cui fossili sono stati ritrovati nella medesima formazione.